# 安布罗焦·莱瓦蒂
安布罗焦·莱瓦蒂（義大利語：Ambrogio Levati，1894年3月14日—1963年5月8日），生于米兰，意大利前男子竞技体操运动员。他曾获得1920年夏季奥运会体操比赛男子团体全能金牌。他于1963年在米兰去世。